# Tapada limeña
Tapada limeña era la denominación que se usaba en la época del virreinato del Perú y de los primeros años de la República para designar a las mujeres limeñas que tapaban sus cabezas y caras con cómodos mantones de seda, dejando al descubierto tan sólo uno de sus ojos. Su uso comenzó a partir del siglo XVI y se extendió hasta bien entrado el siglo XIX, es decir, su uso se extendió durante tres siglos y no sólo se circunscribió a la Ciudad de los Reyes, sino también a otras ciudades importantes de la región. En Lima, la costumbre permaneció hasta bien entrada la República, cuando fue relegada por las modas francesas.

## Antecedentes
El arzobispo de Lima Toribio de Mogrovejo pronunció en 1583 un enérgico rechazo a la limeña costumbre de usar la saya y el manto como prendas habituales con que vestían las mujeres en la capital. Esto ocurrió durante el Tercer Concilio Limense que él mismo presidió y que dio origen a una censura que las Cortes de 1586 confirmaron durante el reinado de Felipe II. Se convino que las infractoras serían multadas con 3.000 maravedíes. El temor ante esta costumbre, ya muy extendida entre las limeñas y que tantos malentendidos y confusiones había generado, hizo sospechar a las autoridades que se estaban dando los primeros casos de travestismo en el Virreinato.

## Origen
El uso de la saya y el manto, par de prendas distintivas de la tapada limeña, apareció en Lima hacia 1560. Sobre su origen se ha dicho que es moro, por las innegables semejanzas que guardan con los trajes que cubren el cuerpo de las musulmanas, aunque posteriormente se estableció la teoría de su origen castellano. En España persiste una tradición semejante en las cobijadas de Vejer de la Frontera. 
Los primeros testimonios oficiales que tratan sobre la vestimenta fueron poco piadosos con sus usuarias:

"Ha venido a tal extremo el uso de andar tapadas a las mujeres, que de ello han resultado grandes ofensas a Dios i notable daño a la república, a causa de que aquella forma no reconoce el padre a la hija, ni el marido a la mujer, ni el hermano a la hermana..."

Muchas fueron las ordenanzas posteriores a esta acta de las Cortes de 1586, pero ninguna pudo disuadir a las limeñas.[cita requerida]

## Características
La saya era una falda de seda grande y larga, de colores azul, castaño, verde o negro. Para asegurarla se usaba un cinturón que la ceñía al talle de la mujer. No era extraño que algunas menos agraciadas usaran caderas postizas que exageraban sus dotes naturales. Por debajo de esta falda se podía ver el pequeño pie (calzado con un zapato de raso bordado) que también hizo famosas a las antiguas limeñas. El manto también era de seda, se ataba a la cintura y subía por la espalda hasta cubrir la cabeza y el rostro, dejando al descubierto tan sólo un ojo y acaso los brazos.

### Uso político de la saya

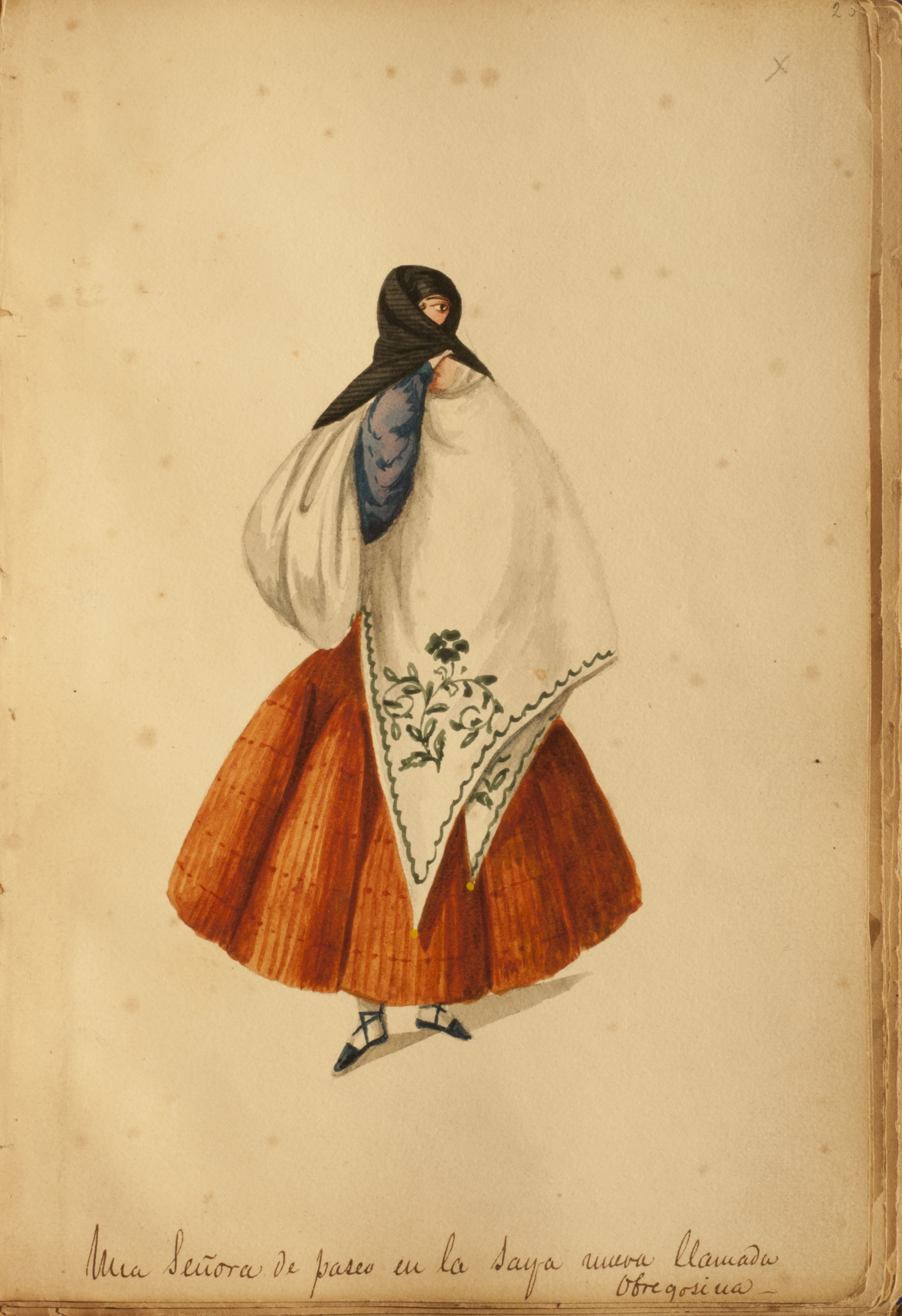
Una Señora de paseo en la saya nueva llamada obregosina. Acuarela de Pancho Fierro.

Con el tiempo, las variedades de los trajes fueron de la mano con el clima político, que las tapadas aprovechaban para favorecer a sus caudillos. A Felipe Santiago Salaverry con la saya salaverrina, a Agustín Gamarra con la saya gamarrina, a Luis José de Orbegoso y Moncada con la saya orbegosina.
Las tapadas limeñas fueron un ícono en la Lima antigua, una presencia original que no existió en ninguna otra ciudad de la América hispana.[cita requerida] El juego de insinuación, el símbolo de clandestinidad, acaso de una incipiente libertad femenina, llamaron la atención de los visitantes que pasaron por la ciudad capital durante los trescientos años en que se usó el traje. En el siglo XIX fueron pintadas por el francés Léonce Angrand, el alemán Johann Moritz Rugendas y el mulato limeño Pancho Fierro, así como llevadas a escena por Manuel Ascencio Segura en su obra satírica La saya y el manto.
Por su parte, en Peregrinaciones de una paria (1838), Flora Tristán escribió sobre la saya:

"Se hace de diferentes telas según la jerarquía de los rangos y la diversidad de las fortunas (...). Sólo en Lima se las puede hacer y las limeñas pretenden que es preciso nacer en Lima para poder ser un obrero en caya".

## Declive
Contrario a la opinión de algunos especialistas,[¿quién?] la tapada limeña no fue una moda pues la resistencia al cambio y el apego a la tradición denotan una estabilidad una comodidad que permitió el chismorreo, las intrigas y otras costumbres limeñas. Sin embargo, tras trescientos años de vigencia, la tapada fue desapareciendo y hacia 1860, la moda afrancesada había desplazado a la saya y el manto.

## Galería

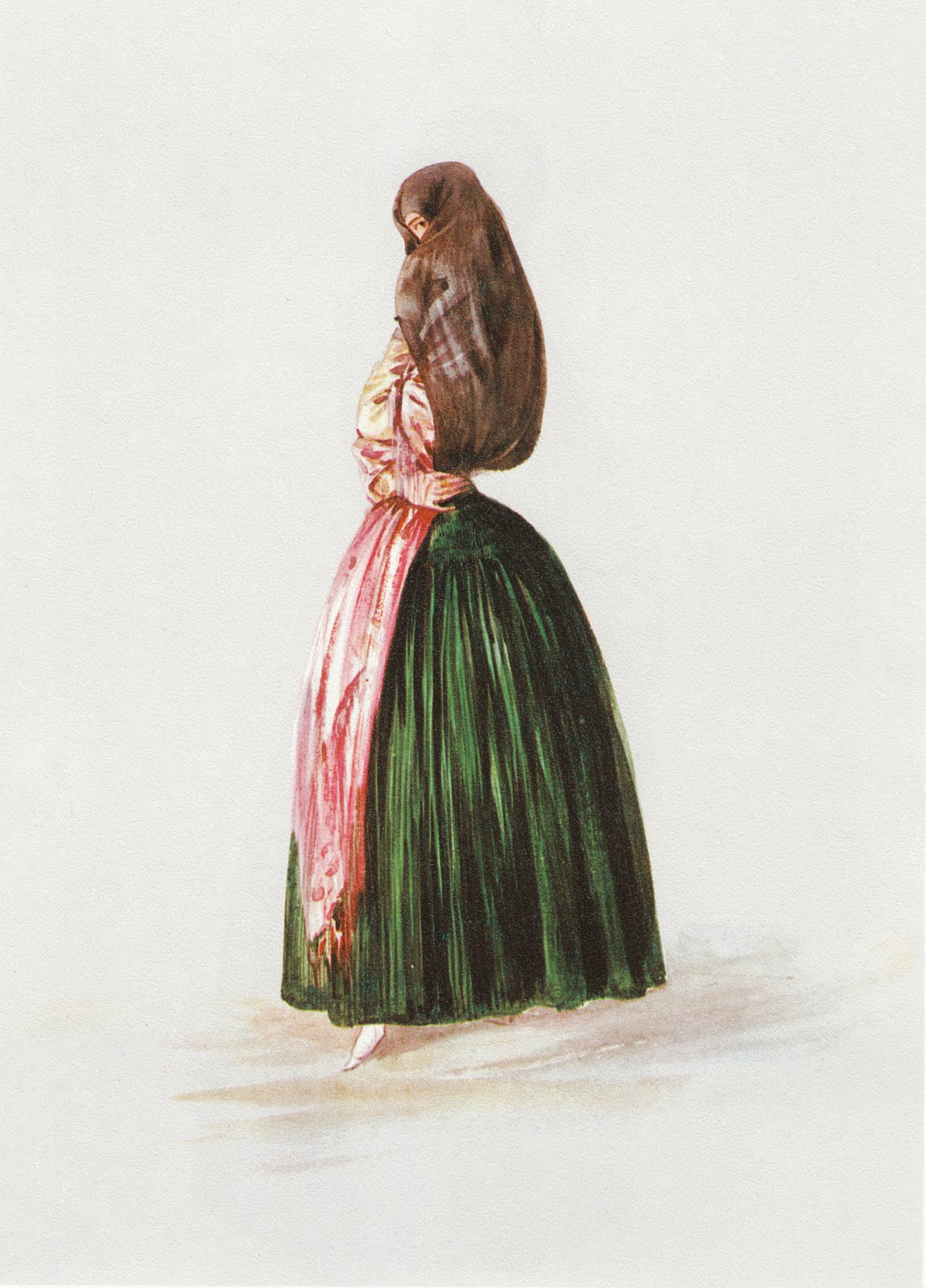
Pintura de Mauricio Rugendas (hacia 1800)
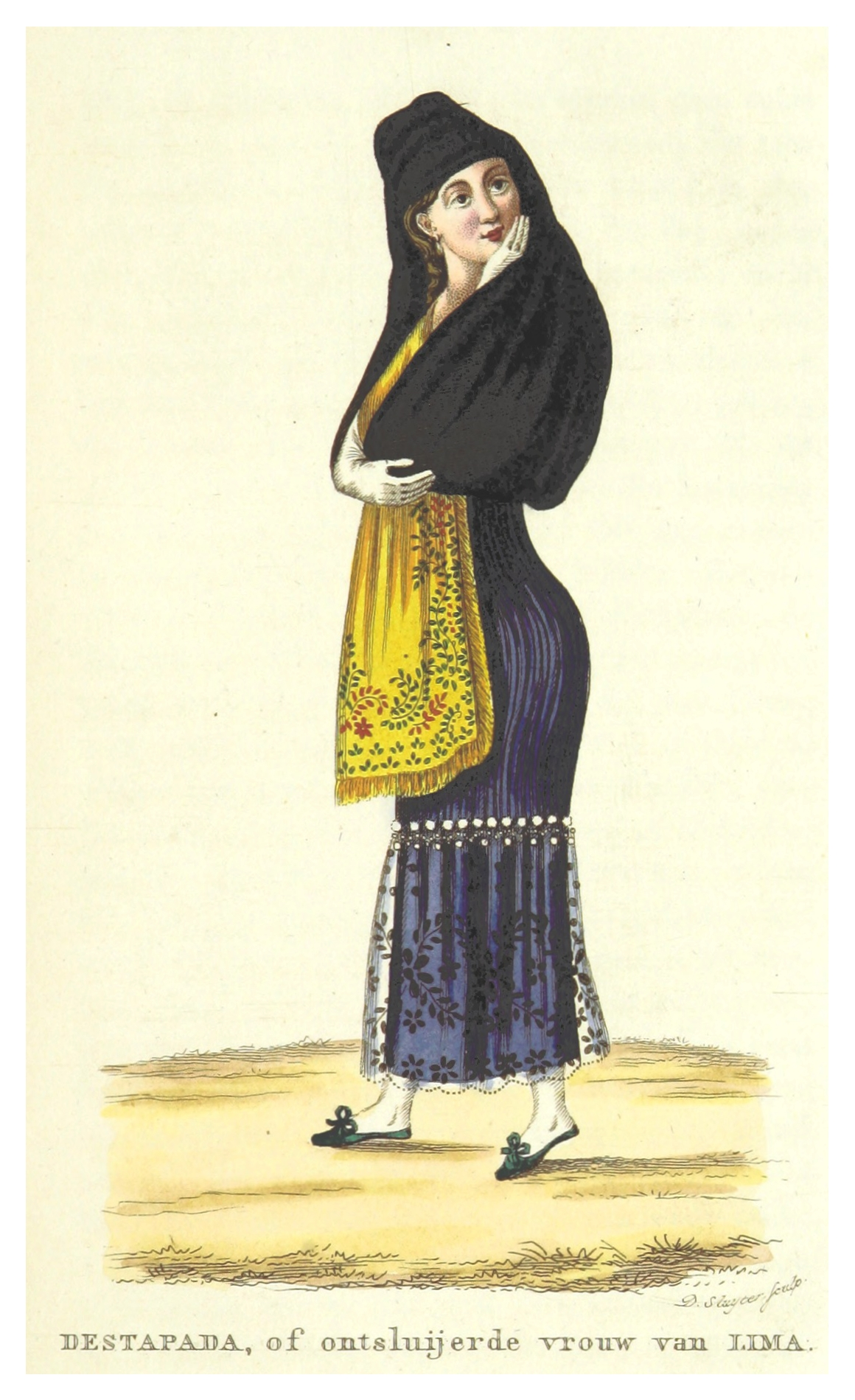
Destapada, grabado de 1835
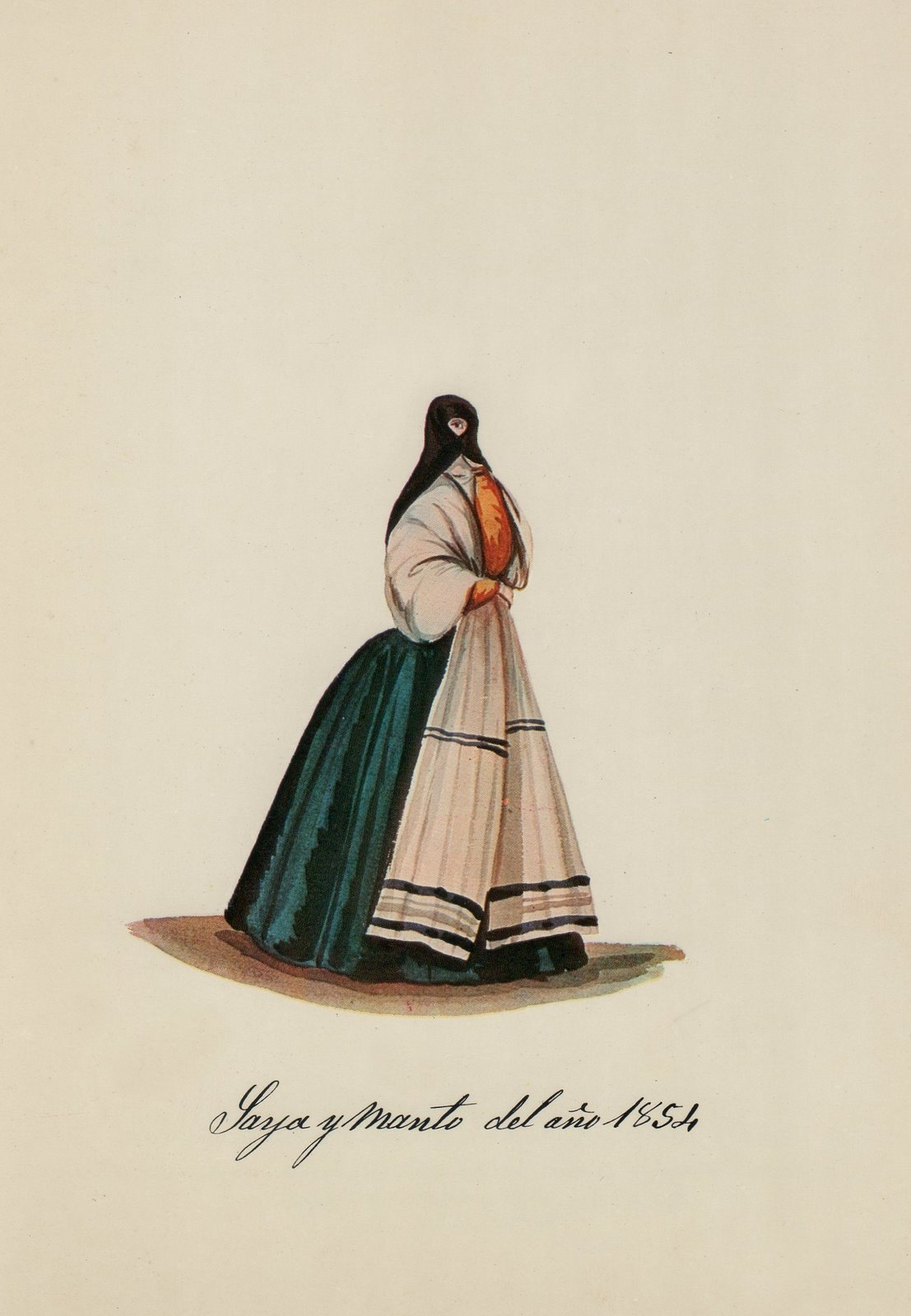
Saya y Manto del año 1854, acuarela de Pancho Fierro
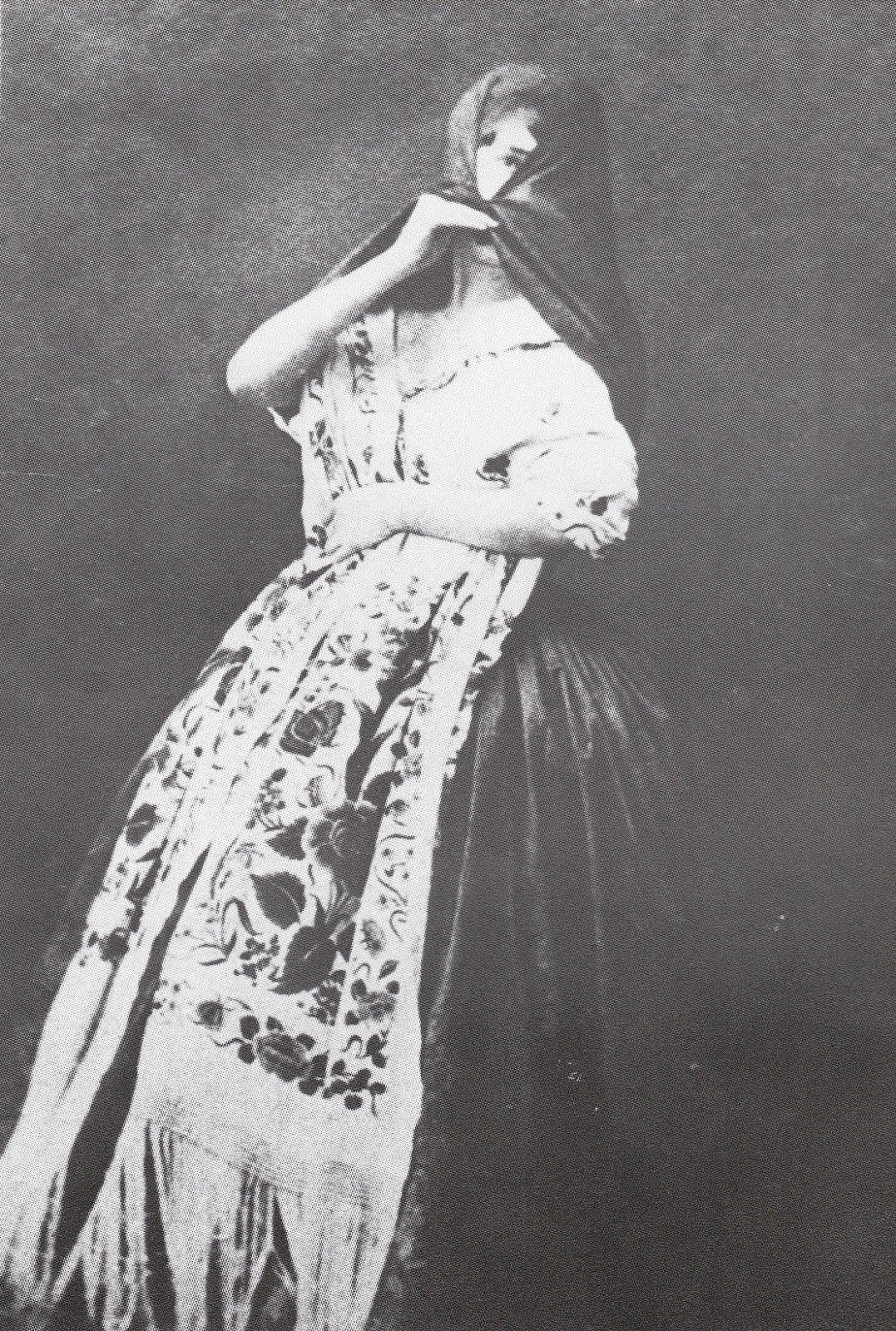
Fotografía de Eugenio Maunoury (c. 1865)
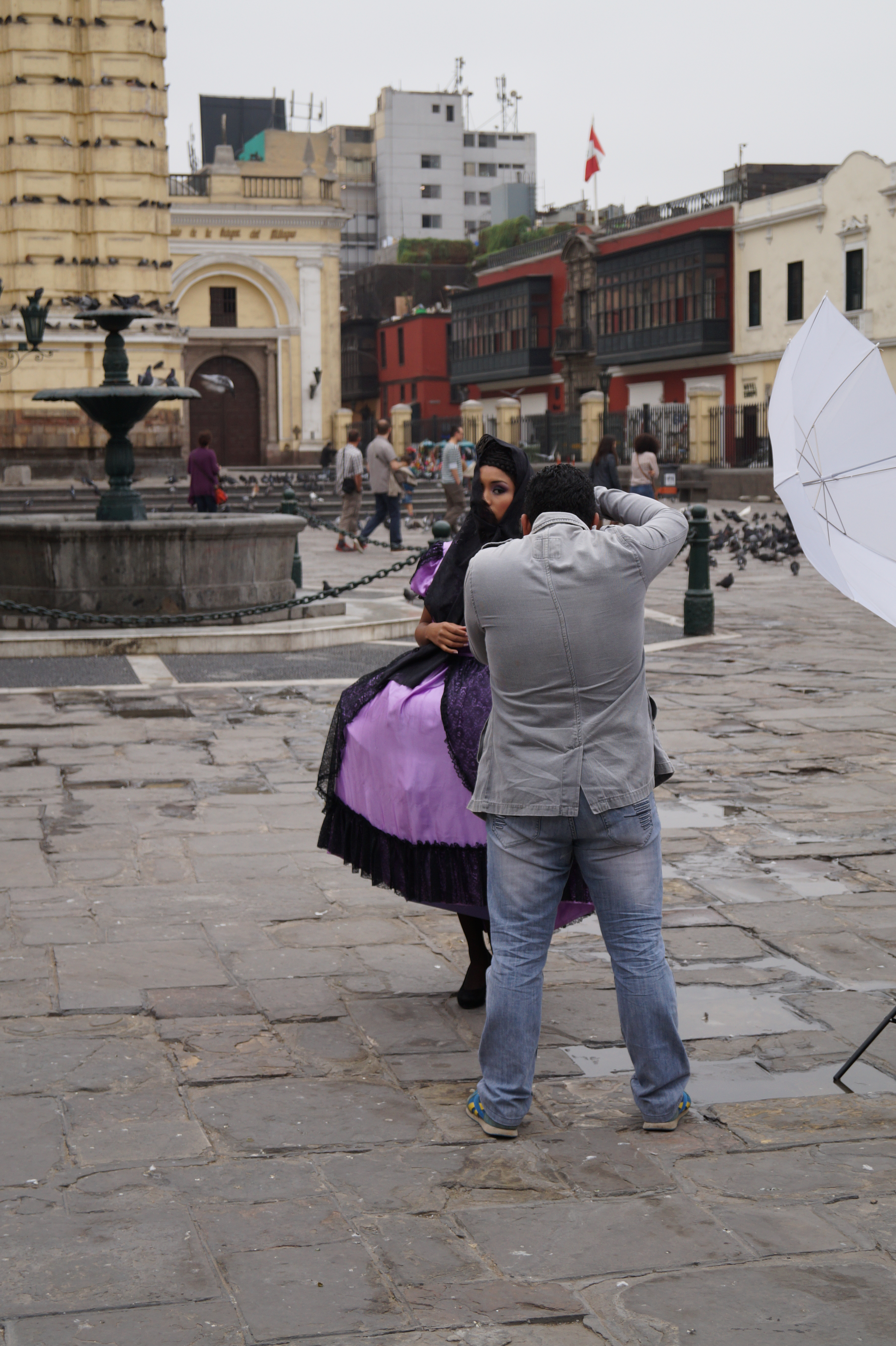
Recreación de una tapada frente a la Basílica de San Francisco
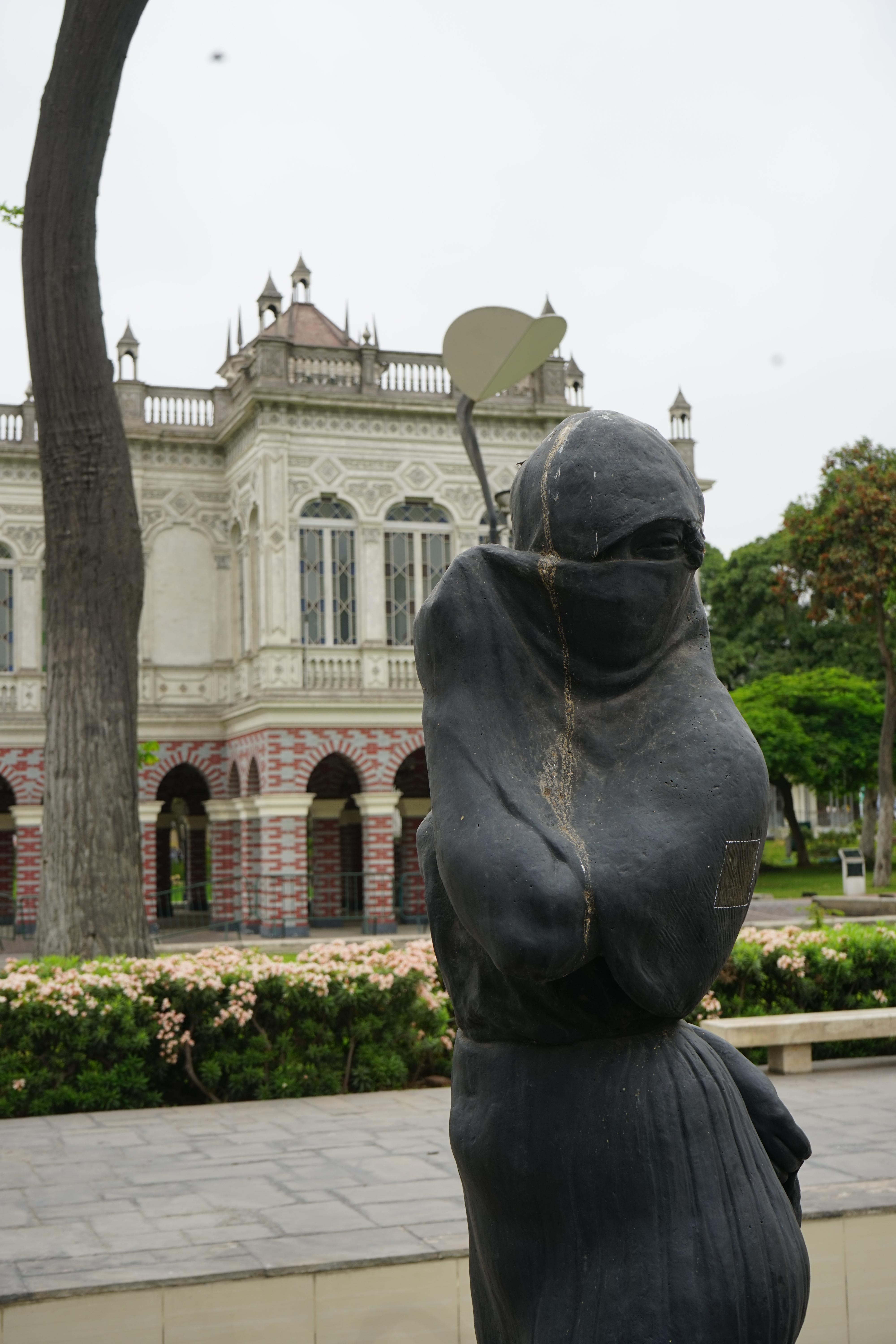
Estatua de tapada frente al Pabellón Morisco del Parque de la Exposición
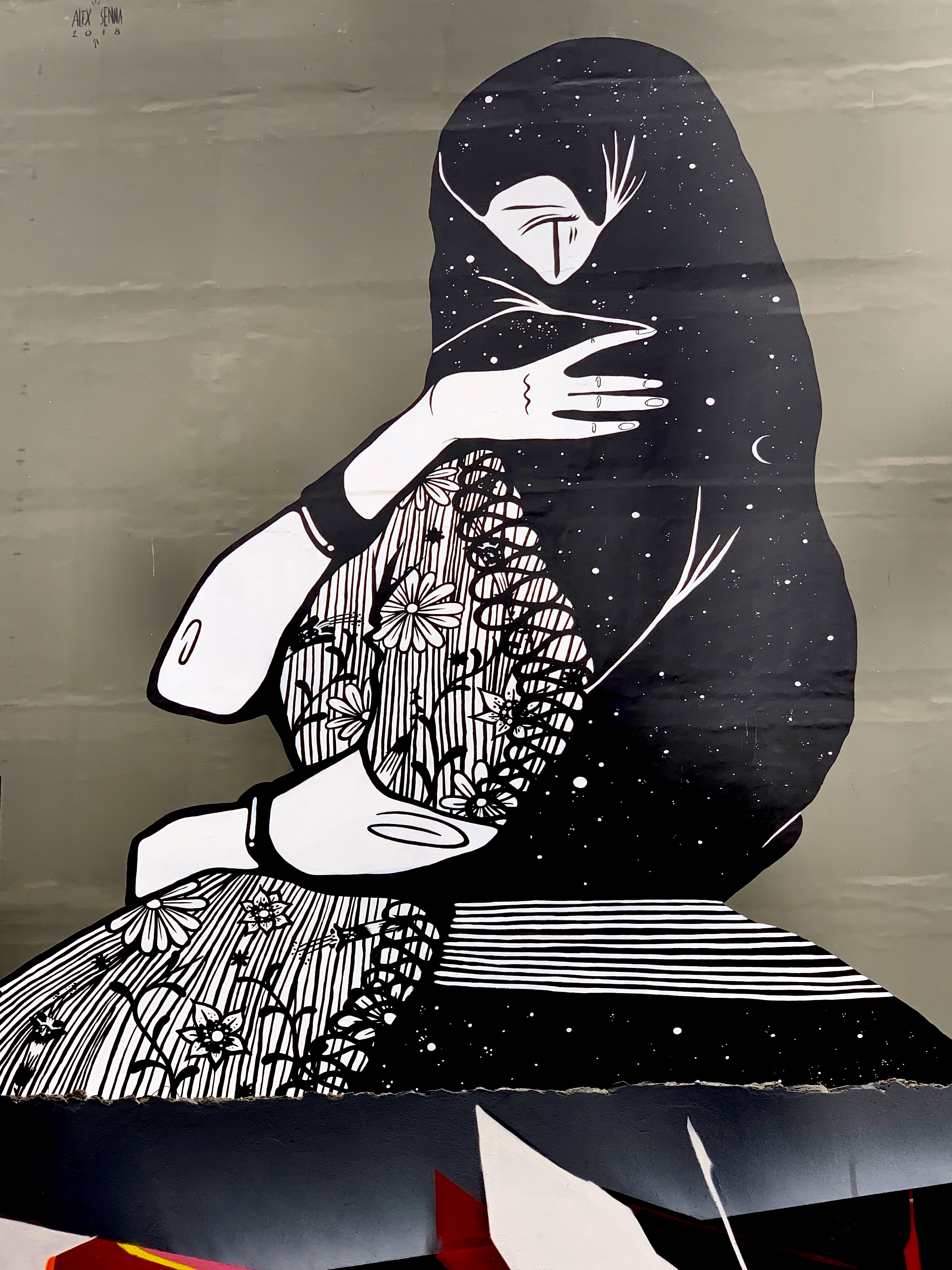
Grafiti en Lima (2019)